# 마지막 일몰
《마지막 일몰》(The Last Sunset)은 미국에서 제작된 로버트 알드리치 감독의 1961년 영화이다. 록 허드슨 등이 주연으로 출연하였고 Eugene Frenke 등이 제작에 참여하였다.
이 영화는 유니버설 스튜디오가 개봉하였고 멕시코에서 이스트먼컬러로 촬영되었다.

## 출연

### 주연
- 록 허드슨
- 커크 더글라스

### 조연
- 도로시 말론
- 조셉 거튼
- 캐롤 린리
- 네빌 브랜드
- 레지스 투미
- 래드 펄튼
- 애덤 윌리엄스
- 잭 얼람
- 존 샤이
- 조시 프로우
- 마가리토 루나
- 조시 토베이
- 마누엘 버가라 맨버

## 기타
- 원작자: Howard Rigsby
- 미술: 알렉산더 골릿즌
- 미술: 알프레드 스위니
- 의상: 노마 코치